# Souche pure
Cet article court présente un sujet plus développé dans : Homozygote.
 (février 2023).
Si vous disposez d'ouvrages ou d'articles de référence ou si vous connaissez des sites web de qualité traitant du thème abordé ici, merci de compléter l'article en donnant les références utiles à sa vérifiabilité et en les liant à la section « Notes et références ».
En génétique, une souche pure est la situation idéale d'une population dont tous les individus possèdent le même génotype dont tous les gènes sont homozygotes.
En microbiologie, une souche pure est une culture d'un unique micro-organisme.
En sélection animale ou végétale, l'utilisation de souches pures au plus près du sens génétique est l'assurance que le phénotype d'une génération n+1 sera identique à celui de la génération n ; les variations ne pourront provenir que de mutations, car le brassage génétique est sans effet entre individus de même génotype.